# Úhřetická Lhota
Úhřetická Lhota là một làng thuộc huyện Pardubice, vùng Pardubický, Cộng hòa Séc.